# مجموعة الخرائط التاريخية لديفيد رامسي
مجموعة الخرائط التاريخية لديفيد رامسي (بالإنجليزية: David Rumsey Historical Map Collection) هي واحدة من أكبر المجموعات الخاصة بالخرائط، حيث تضم أكثر من 150,000 خريطة وعناصر خرائطية. أسسها ديفيد رامسي، الذي بدأ في جمع الخرائط بعد تحقيقه نجاحاً كبيراً في مجال العقارات. ركّز رامسي في البداية على جمع خرائط القرن الثامن عشر والتاسع عشر لأمريكا الشمالية والجنوبية، باعتبار هذه الفترة شهدت ظهور علم الخرائط الحديث.
بحلول عام 2004، توسّعت المجموعة لتشمل خرائط من القرن السادس عشر وحتى القرن الحادي والعشرين، مع تغطية جغرافية واسعة لمناطق العالم. في عام 2008، وُصف الموقع الإلكتروني للمجموعة بأنه أحد المصادر الرائدة لتوفير «مدخلات خرائطية-بيبلوغرافية دقيقة وصور خرائط تاريخية»، حيث كان يحتوي آنذاك على 16,000 صورة رقمية.
في عام 2009، أعلن رامسي عن تبرعه بالمجموعة كاملةً، بما في ذلك الخرائط الرقمية وقاعدة البيانات، إلى جامعة ستانفورد. وأُنشئ مركز ديفيد رامسي للخرائط داخل المكتبة الرئيسية للجامعة، وافتتح رسمياً في عام 2016. استمر الموقع الإلكتروني للمجموعة كأداة عامة مجانية، حيث يوفر الوصول إلى الصور الرقمية والمعلومات ذات الصلة.
بحلول عام 2022، احتوى الموقع على أكثر من 114,000 عنصر رقمي، بما في ذلك مئات الخرائط التي تم دمجها مع طبقات برنامج جوجل إيرث. كما تُعرض بعض الخرائط ضمن منصات مثل سيكند لايف (Second Life)، مع توفير أدوات بحث مثل مابرانك (MapRank) التي تتيح البحث الجغرافي. أُضيفت أيضاً أدوات لتحديد المواقع الجغرافية، مما يتيح للمستخدمين مواءمة الخرائط مع الخرائط الحديثة.
يُقدم الموقع ميزات عرض متقدمة عبر مستعرض لونا الذي يتيح التكبير واستكشاف التفاصيل دون الحاجة إلى برامج إضافية. ويتضمن أيضاً مدونة للإضافات الجديدة والخرائط المميزة والأخبار ذات الصلة. كل وثيقة تُعرض على الموقع مصحوبة بمعلومات وصفية تفصيلية تشمل اسم المؤلف، تاريخ النشر، العنوان، النوع، الأبعاد، والملاحظات، بالإضافة إلى خيارات التحميل.

## وصلات خارجية
- رابط الموقع الرسمي